# Annie Londonderry
Annie “Londonderry” Cohen Kopchovsky (Riga, 1870 - Nueva York, 1947) fue una ciclista, periodista y aventurera, especialmente conocida por ser la primera mujer en recorrer el mundo en bicicleta. Annie era una joven librepensadora, emprendedora, deportista y trotamundos, que se reinventó a sí misma como la atrevida “Annie Londonderry”.

## Biografía
Nació en 1870 en Riga (en la actual Letonia), en el seno de una familia judía, y emigró a los Estados Unidos de niña. Se casó con Max Kopchovsky en 1888 y tuvo tres hijos con él a lo largo de los siguientes cuatro años. 

### Recorriendo el mundo
La empresa de agua de manantial Londonderry Lithia le pagó 1000 dólares por llevar su pancarta en la bicicleta, y también llegó a un acuerdo con ella para que adoptase su nombre. Londonderry se abrió camino convirtiendo su bicicleta y su propia persona en una valla publicitaria, acarreando bandas y carteles de publicidad en su paso por ciudades de todo el mundo. Viajaba con una muda de ropa y un revolver con culata perlada. Para el público de la época victoriana, ella era todo un espectáculo. 
El 20 de octubre de 1895, sus aventuras fueron descritas por el New York World como “el viaje más extraordinario jamás emprendido por una mujer”. Londonderry declaró que todo comenzó con una apuesta con dos miembros de su club en Boston. El reto de Londonderry consistía en dar la vuelta al mundo en bicicleta en 15 meses, y el premio eran 5000 dólares. La aventura era un examen a las habilidades de una mujer para valerse por sí misma. A pesar de que nunca antes había montado en bicicleta, Annie se fue pedaleando de Boston, dejando atrás a su esposo y sus hijos pequeños. 
Después de viajar de Nueva York a Chicago, cambió sus faldas por unos bombachos (una especie de falda-pantalón ancha mucho más cómoda y que permitía mayor facilidad de movimientos), y su pesada bicicleta Columbia de mujer, por una Sterling para caballeros, mucho más ligera. Cambió su ruta del oeste al este, posiblemente a causa del invierno, y se dirigió a Europa desde la ciudad de Nueva York. Llegó a El Havre, Francia el 3 de diciembre de 1894. A pesar de las dificultades burocráticas, Londonderry dijo que su viaje a través de Francia fue el más fácil de todos. Fue de París a Marsella en dos semanas, ganándose el reconocimiento público. Pedaleó por el Mediterráneo hasta Egipto, haciendo pequeñas excursiones por el país, y después se dirigió a Jerusalén y a la actual Yemen, antes de embarcarse para ir a Colombo y Singapur.
Tras volver a los Estados Unidos a través de San Francisco, el 23 de marzo de 1895, pedaleó hasta Los Ángeles, y después a El Paso, para después seguir hacia el norte, hacia Denver, a donde llegó el 12 de agosto de 1895. Por el camino, regaló a la audiencia los fantásticos relatos de su viaje, y demostró sentirse muy cómoda en el candelero. Llegó a Boston el 24 de septiembre, 15 después de partir. A pesar de las críticas que decían que había viajado más "con" una bicicleta que "en" una, demostró ser una ciclista formidable en diferentes carreras locales a lo largo de su país.

### La nueva mujer
Tras el viaje, Annie Kopchovsky llevó su familia a Nueva York, donde durante muchos meses escribió grandes artículos para el New York World bajo el nombre de "The New Woman" (La nueva mujer). Su primera historia fue un relato sobre su aventura sobre la bicicleta. "Soy una periodista y una Nueva mujer", escribió, "si ese término significa que me creo capaz de hacer cualquier cosa que pueda hacer un hombre". Sin embargo, su fama no duró mucho, y Annie murió en 1947. 
En 2007 un sobrino nieto de Annie, Peter Zheutlin, publicó el libro Around the World on Two Wheels: Annie Londonderry's Extraordinary Ride. En 2011, Evalyn Parry estrenó su obra de teatro musical SPIN, basada en la figura de Londonderry. Actualmente sigue representándose en Canadá y los Estados Unidos. También existe un documental, titulado "The New Woman - Annie "Londonderry" Kopchovsky", creado por Gillian Klempner Willman, de Spokeswoman Productions. Se estrenó en abril de 2013.